# Verner Jernström
Verner Jernström, född 5 januari 1883 i Stockholm, död 29 april 1930 i Bromma, var en svensk sportskytt.
Han blev olympisk bronsmedaljör 1912.